# Naila Janjgir
Naila Janjgir é uma cidade e um município no distrito de Janjgir-Champa, no estado indiano de Chhattisgarh.

## Demografia
Segundo o censo de 2001, Naila Janjgir tinha uma população de 32 495 habitantes. Os indivíduos do sexo masculino constituem 52% da população e os do sexo feminino 48%. Naila Janjgir tem uma taxa de literacia de 70%, superior à média nacional de 59,5%: a literacia no sexo masculino é de 80% e no sexo feminino é de 60%. Em Naila Janjgir, 14% da população está abaixo dos 6 anos de idade.